# Staňkov (district de Domažlice)
Pour les articles homonymes, voir Staňkov.
Staňkov (en allemand : Stankau) est une ville du district de Domažlice, dans la région de Plzeň, en République tchèque. Sa population s'élevait à 3 392 habitants en 2024.

## Géographie
Staňkov est arrosée par la rivière Radbuza et se trouve à 17 km au nord-est de Domažlice, à 31 km au sud-ouest de Plzeň et à 115 km à l'ouest-sud-ouest de Prague.
La commune est limitée par Štichov et Kvíčovice au nord, par Holýšov, Horní Kamenice et Merklín à l'est, par Buková, Čermná, Hlohová et Osvračín au sud, et par Křenovy et Puclice à l'ouest.

## Histoire
La première mention écrite de la localité date de 1233.

## Patrimoine

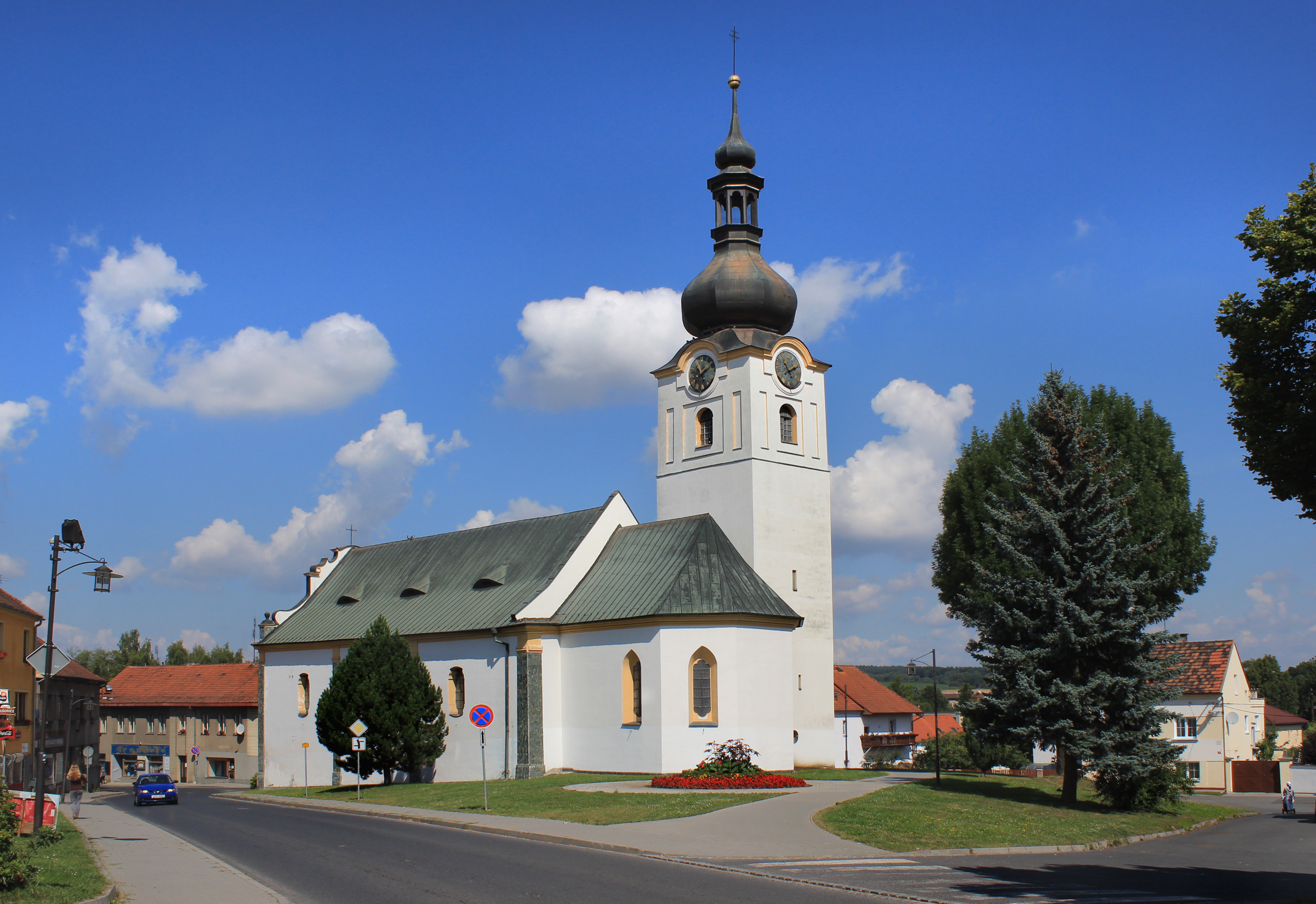
Église Saint-Jacob à Staňkov.
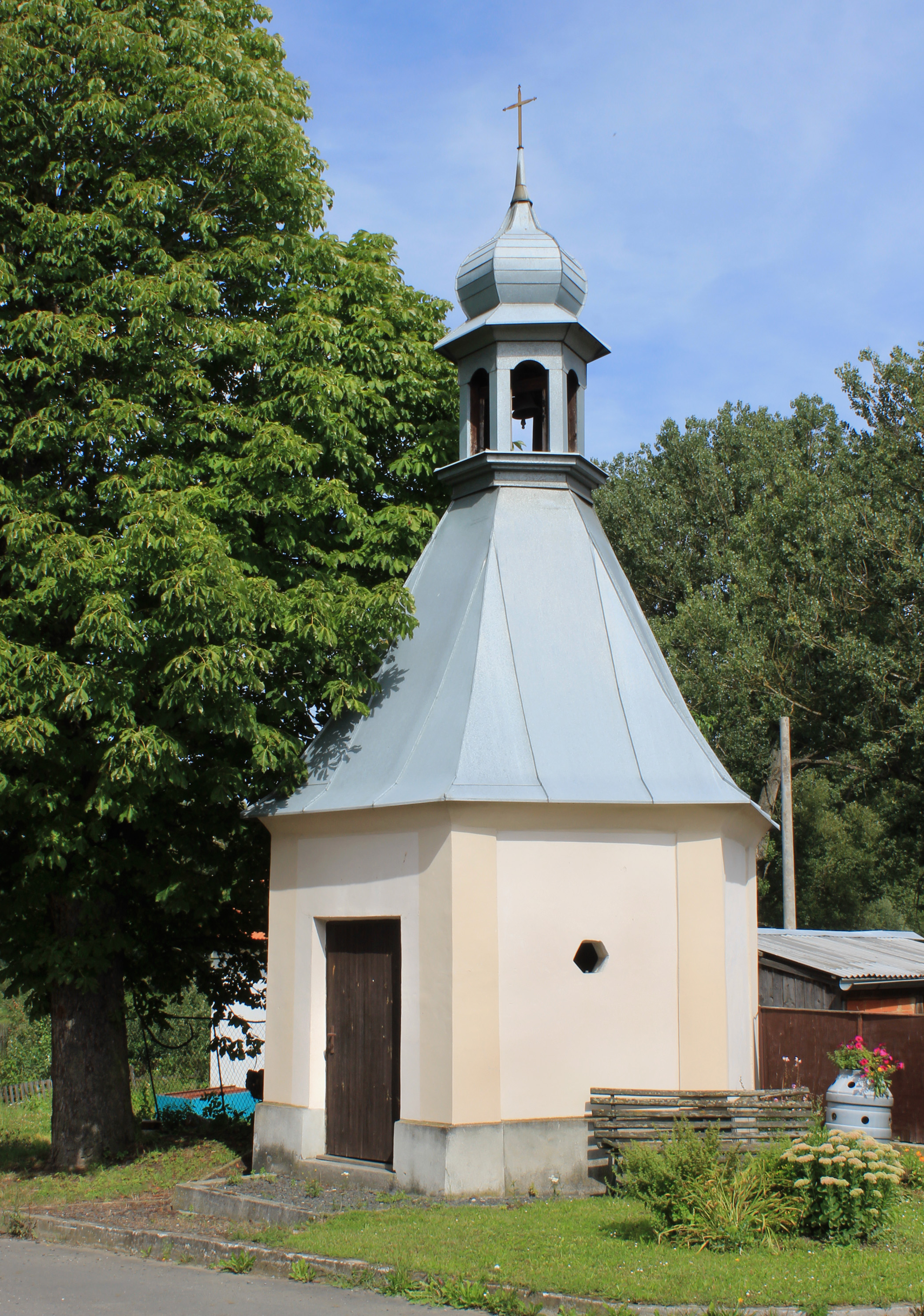
Chapelle à Ohučov.

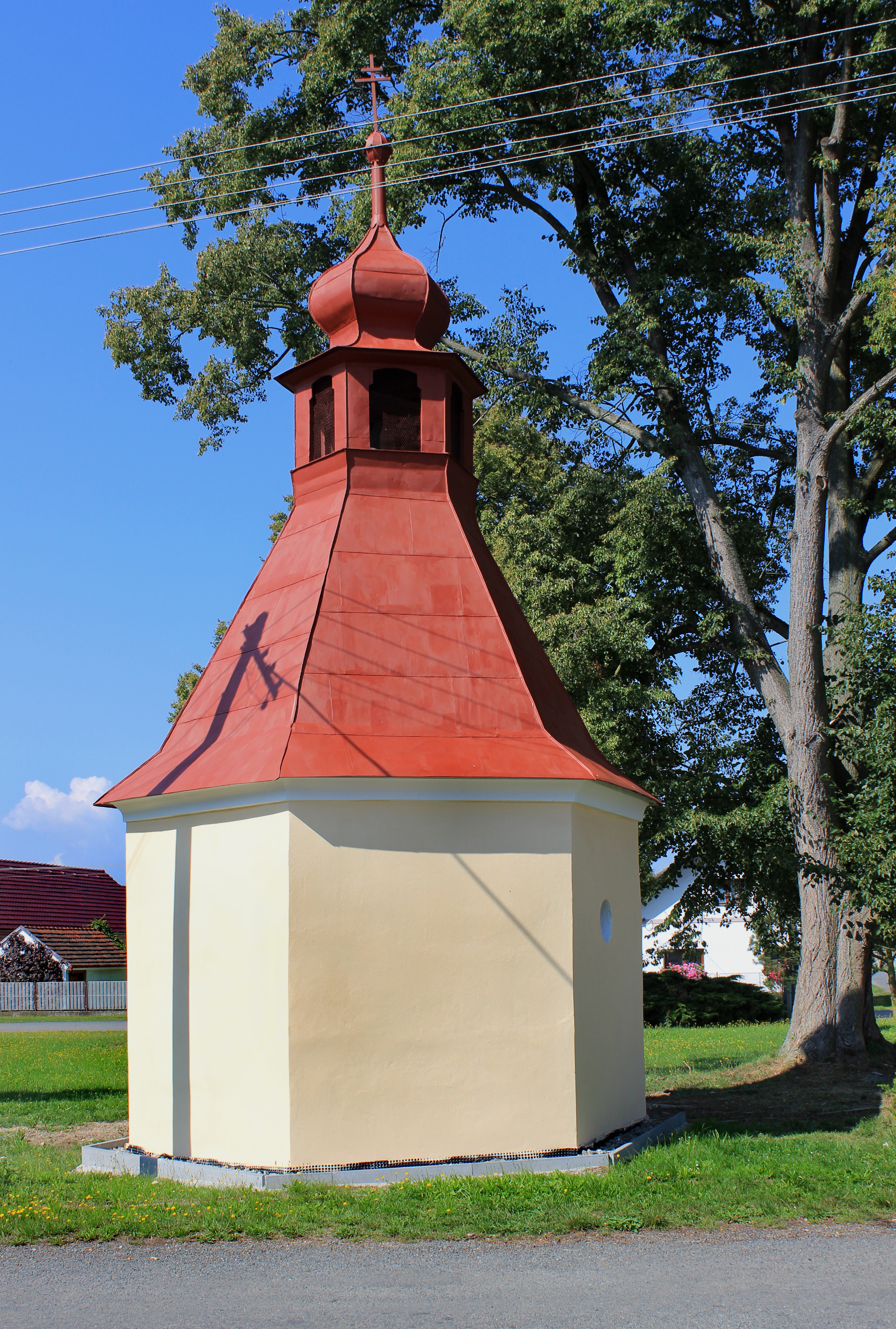
Chapelle à Vránov.
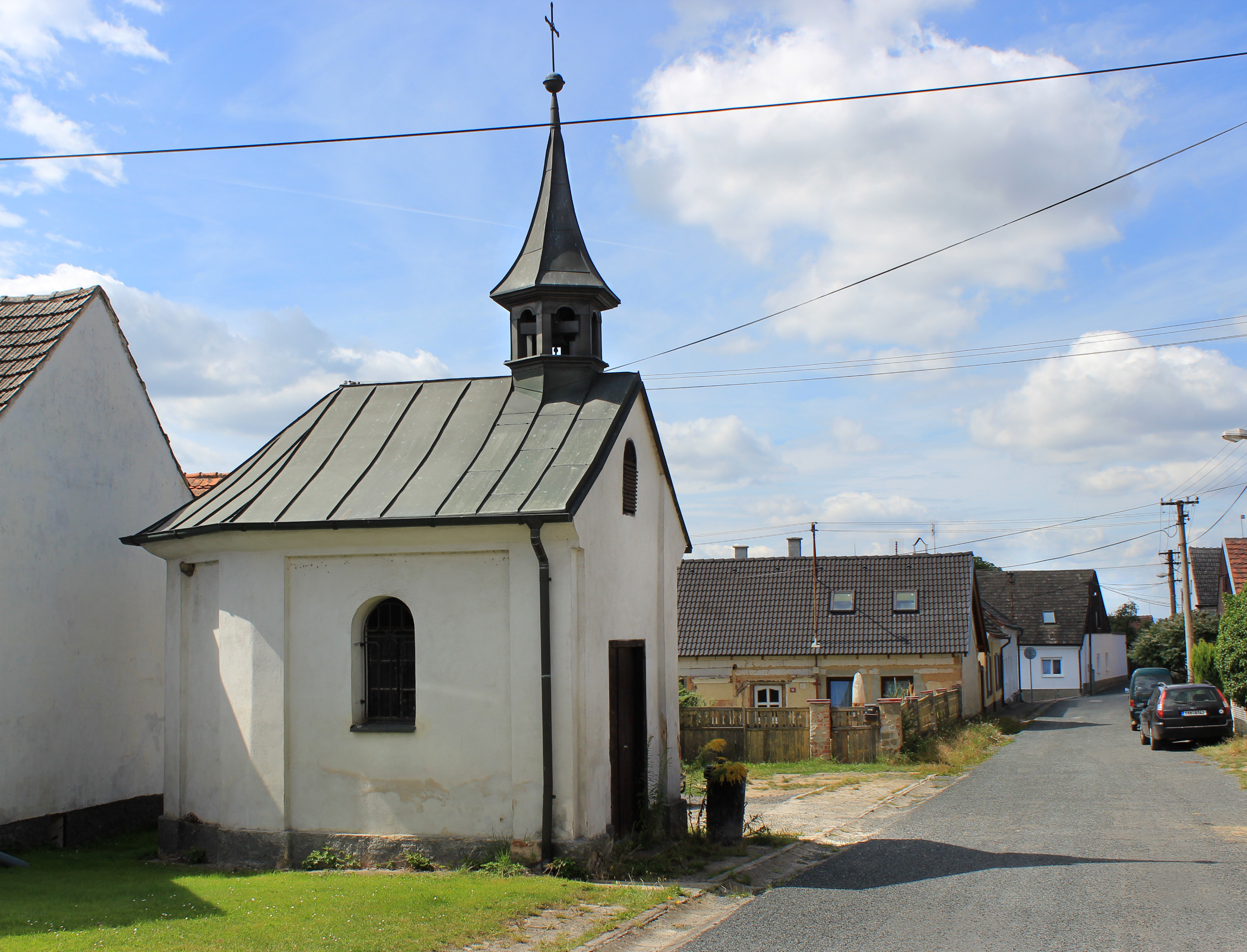
Chapelle à Krchleby.

## Administration
La commune se compose de cinq sections :
- Krchleby
- Ohučov
- Staňkov I
- Staňkov II
- Vránov

## Transports
Par la route, Staňkov se trouve à 5 km de Holýšov, à 21 km de Domažlice, à 34 km de Plzeň et à 127 km de Prague.

## Personnalités
- Josef Wenig (1885-1939), peintre, illustrateur, scénographe et costumier.